# جورج فيرجاسن
جورج فيرجاسن هو دبلوماسي وسياسي بريطاني، ولد في 30 سبتمبر 1955 في اسكتلندا في المملكة المتحدة. انتخب Governor of Pitcairn ‏ (2 مايو 2006 – 18 مايو 2010) وانتخب المفوض السامي للملكة المتحدة لدى نيوزيلندا ‏ (2006 – 2010) وانتخب Governor of Bermuda ‏ (23 مايو 2012 – 2 أغسطس 2016).